# Sportsprache
Sportsprache bezeichnet die verbale Kommunikationsform, mit der Verständigung innerhalb des Sachgebiets Sport stattfindet bzw. mit der über das Phänomen Sport reflektiert wird. Sie umfasst die Sprachgebungen der aktiven Sportler, der Sportzuschauer, der Sportausbilder, der Sportberichterstatter wie der Sportwissenschaftler. Dabei lassen sich unterschiedliche Sprachebenen unterscheiden.

## Begriffseinordnung
Die Sportsprache zählt wie die Studentensprache, die Soldatensprache, die  Jägersprache, die Seemannssprache, die Kanzleisprache, die Ganovensprache, die Fliegersprache oder die Juristensprache zu den Sondersprachen. Wie bei diesen entwickelte sich dabei eine Spannweite vom Kauderwelsch über die Fachsprache bis zum gepflegten Standarddeutsch.
Die Sportsprache präsentiert sich entsprechend heute auf drei Sprachebenen als „Sportjargon“ des einfachen Szene-Milieus, als „Fachsprache“ des anspruchsvollen Professionalbereichs und der Sportwissenschaften sowie als Metaphernspender für die „Standardsprache“. Die Übergänge sind häufig fließend.

## Sprachherkunft

### Antike Herkunft
Die Sportsprache hat viele Väter. Sie entwickelte sich in dem jeweiligen kulturellen Umfeld, aus dem die körperlichen Aktivitäten erwuchsen. So entstanden die ersten, noch heute gebräuchlichen Begriffe wie Athlet (= Wettkämpfer),Gymnastik (= Nacktkunst), Amateur (= Liebhaber), Motorik (=Bewegungskunst/ Bewegungsapparat) oder Agonales Prinzip (= Wettkampfprinzip) bereits in der griechisch-römischen Antike bzw. leiteten sich aus ihren Sprachschöpfungen ab. Die Ursprungsbedeutung der Fachbezeichnung „Sport“ geht auf das spätlateinische d(e)isportare = sich zerstreuen zurück. Sie umfasste alle Formen kurzweiligen Vergnügens, bevor sie mit der englischen Sportbewegung eine begriffliche Verengung auf ein körperbezogenes, dem Wettkampf- und Leistungsgedanken huldigendes Begriffsverständnis erfuhr.

### Deutsche Herkunft

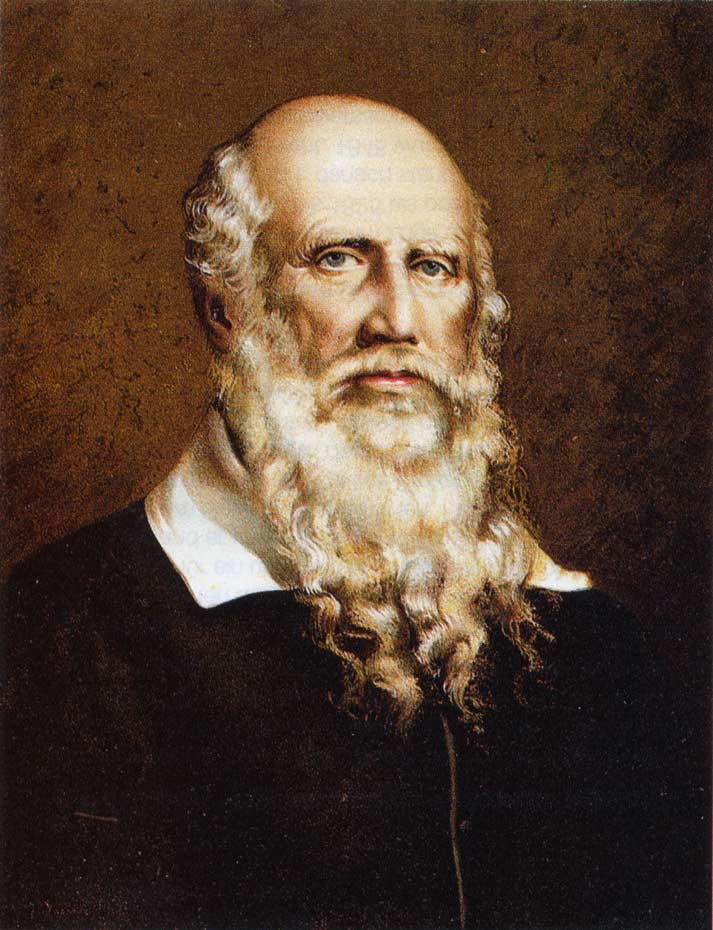
"Turnvater" und "Sprachbildner" Friedrich Ludwig Jahn (1778–1852)

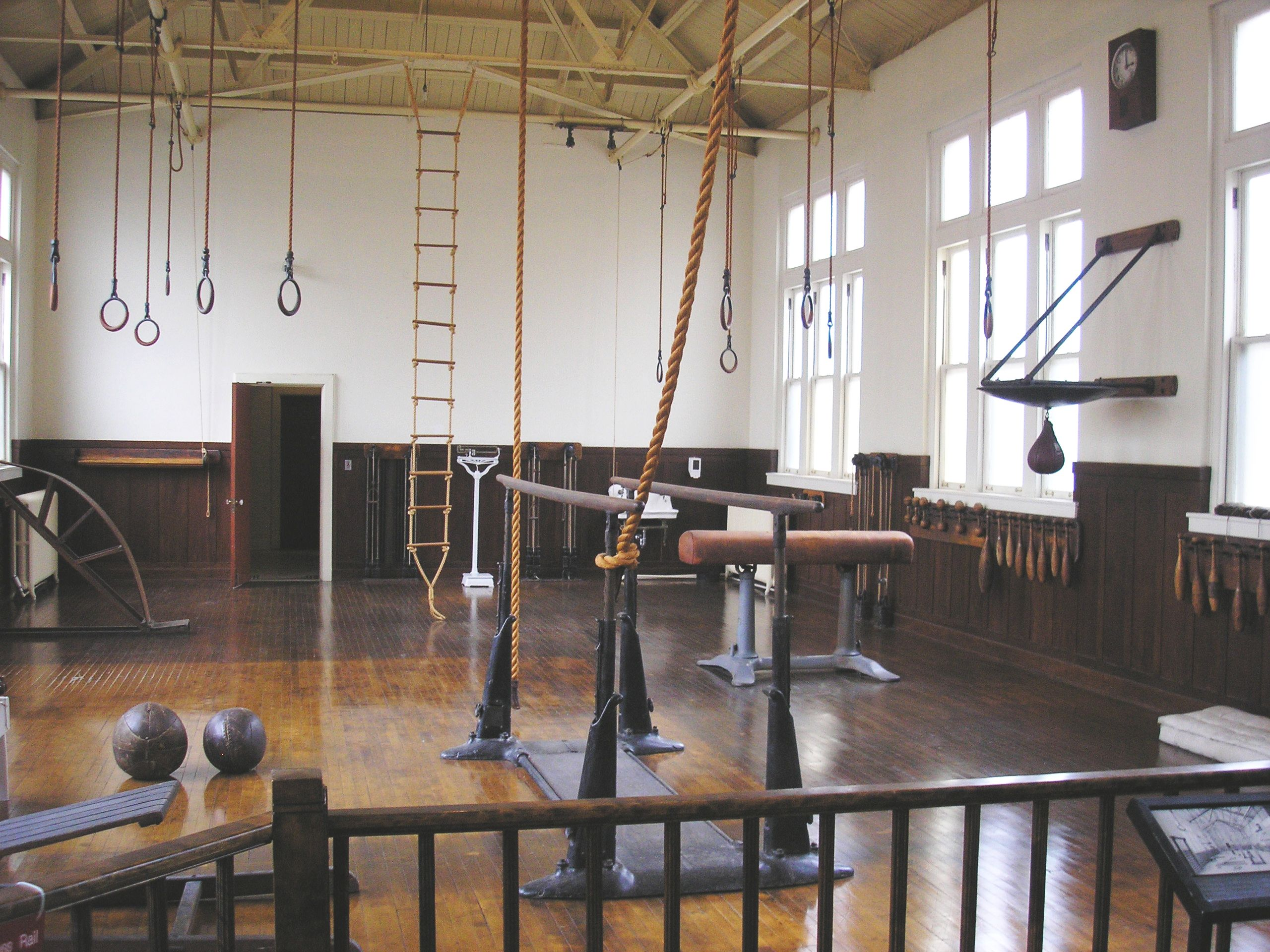
Geräteausstattung einer Jahn-Turnhalle

Als eigentlicher Pionier der  deutschen Sprachgebung gilt jedoch der als Turnvater bekannt gewordene Spracherneuerer Friedrich Ludwig Jahn. Hatten die Philanthropen wie Basedow oder GutsMuths für den neuen Bereich der Körpererziehung noch die griechische Bezeichnung „Gymnastik“ übernommen, so schuf Jahn mit seiner „Deutschen Turnkunst“ ein Vokabular, das gezielt auf deutschsprachige Begriffe setzte. In seiner Kampfschrift „Deutsches Volksthum“ wandte er sich vehement gegen eine „Verwelschung“ der deutschen Sprache und gab der Sprachentwicklung mit kreativen Wortfindungen wesentliche Impulse. Viele seiner Begriffe haben bis heute vor allem in der Turnersprache und in der wissenschaftlichen Terminologie Bestand. Jahn erfand für seine körpererzieherischen Freilufttätigkeiten, die noch alle Betätigungsfelder einschließlich der Spiele, des Schwimmens und Wanderns umfassten,  die Bezeichnung Turnen, die er von dem europäisch-mittelalterlichen Begriff „Turnier“ ableitete. Aus dem Grundbegriff entstanden Folgebegriffe wie Turnbewegung, Turnersprache, Turnlehrer, Turnplatz, Turngeräte, Turnschuhe oder Turnhose. Jahn erfand Geräte, die er mit Namen versah, und denen in der Zeit des Turnverbots und der Körpererziehung im Untergrund eine größere Rolle zufallen sollte wie Reck, Barren, Pauschenpferd, Ringe, Stufenbarren, Schwebebalken, Bock, Kasten, Pferd, Sprungtisch oder Rundlauf, ein karussellartiges Turngerät. Auch die Bewegungsformen erhielten deutschsprachige Bezeichnungen. Sie wurden Schwung-, Kipp-, Felg-, Stemm-, Roll-, Überschlag- oder Sprungbewegungen genannt. Die Stellung zum Gerät wird als „rücklinks“ oder „vorlinks“, die Bewegungsrichtung als „vorwärts“, „seitwärts“ oder „rückwärts“ bezeichnet. Die von Jahn geschaffene Nomenklatur der Turnersprache hat sich vor allem im heutigen Gerätturnen und Kunstturnen, aber auch in benachbarten Sportarten wie dem Wasserspringen oder Trampolinspringen erhalten.

### Angloamerikanische Herkunft
Eine starke Erweiterung erfuhr die Sportsprache dann durch fremdsprachige Übernahmen vor allem aus dem angloamerikanischen Raum. Begriffe wie „Foul“ (engl. „schlecht“) für ein regelwidriges Verhalten, Konter für einen Gegenstoß nach einem missglückten gegnerischen Angriff oder Slip für einen Seitengleitflug beim Segelfliegen bereicherten als Fremd- oder Lehnwörter den Wortschatz der deutschen Sportsprache. Stark von Anglizismen durchsetzt zeigen sich vor allem Sportdisziplinen, die nach 1945 vermehrt aus dem angloamerikanischen Raum populär wurden. So etablierten sich neben den traditionell deutschen „Turnspielen“ „Faustball“ oder „Korbball“  Sportspiele wie „Volleyball“ oder „Basketball“ und brachten ihre englischen Fachbezeichnungen mit in die deutsche Sportsprache ein, was sich heute mit dem Aufkommen immer neuer populärer Sportarten wie dem „Paragliding“ und „Soaren“  dem „Aggressive-Skating“, dem „Riverrafting“, dem  „Base-Jumping“ oder "Balconing" fortsetzt.
Anglizismen als sprachliche Übernahmen aus der englischen Sprache wurden auch nach Jahn nicht immer von der wissenschaftlichen Terminologie akzeptiert. So bevorzugten die Pädagogen noch bis in die 1980er Jahre deutschsprachige Fach- und Berufsbezeichnungen wie „Turnübungen/Turnlehrer“, „Körpererziehung/Körpererzieher“ oder „Leibeserziehung/Leibeserzieher“. Auch in der Fußballsprache setzte sich ein deutschsprachiges Vokabular durch wie „Tor“ statt „Goal“, „Spieler“ statt „Kicker“, „Torwart“ statt „Kieper“, „Mannschaft“ statt „Team“, „Strafstoß“ statt „Penalty“ oder „Kampfspiel“ statt „Match“.
Im Zuge der weltumspannenden Sportbewegung und internationalen Verbreitung der Sportarten und Wettkämpfe werden jedoch Fremdwörter oder Synonyme heute sprachlich weitestgehend toleriert.

## Sprachebenen
Es existiert keine einheitliche Sportsprache. Die Sportsprache differenziert sich vielmehr einerseits nach dem Anwendungsbereich des sozialen Milieus und der entsprechenden Sprachebene sowie andererseits nach den unterschiedlichen Sportarten, aus denen sie erwachsen ist und als lebendige Sprache weiterhin erwächst, wie Patrick Rutishauser am Beispiel „Basketball“ herausgearbeitet hat:  Je nach Sprachpublikum (Fangemeinde, Live-Journalismus, Fachpublikum oder Sportwissenschaften) hat sich ein hoch differenziertes Vokabular herausgebildet.

### Sportjargon
Der Sporttheoretiker Harald Dankert stellte schon 1969 fest, dass zwischen Jargon und Fachsprache zu unterscheiden ist. Der Sportjargon ist ein eigener Sprachbereich, der in der Regel vor allem die Szene-Sprache und die Ausdrucksweise der enthusiastischen Live-Reportage beherrscht, die Begeisterung entfachen und mitreißen will. Es handelt sich um die unterste Sprachebene, aus der das Vokabular der lebendigen Sprache ursprünglich hervorgegangen ist. Diese  kennzeichnet sich als besonders bildhaft und enthält häufig lautmalerische Elemente sowie drastische Bildschöpfungen und Vergleiche. Ausdrücke wie „gurken“, „pöhlen“ oder „flerzen“ schaffen eine nichtintellektuelle, emotional getragene Kommunikationsatmosphäre, die unbewusst ein Szenebewusstsein der Eingeweihten konstituiert und sich mehr oder weniger gewollt von der als gestelzt empfundenen Hochsprache absetzt.
Spezialausdrücke wie „Lepo“ (rückwärts gelesen von „Opel“) für das Rückholfahrzeug beim Segelflugsport kennzeichnen den spielerisch-sprachschöpferischen Charakter, aus dem sich viele Slang-Vokabeln erklären. Aus dem Jargon der Sportler sind zahlreiche Begriffe und Redewendungen in die Umgangssprache eingeflossen, die diese bildhaft zu gestalten, emotional aufzuladen, lebendig zu halten, neu zu akzentuieren und damit zu bereichern vermögen.  Als Beispiele können etwa der  „Wadenbeißer“ gelten, der sich als ein besonders hartnäckiger Verteidiger seiner Sache bewährt oder der „Abstauber“, der sich den leichten (Tor)Erfolg aus der Vorarbeit seiner Mitspieler zieht.

### Fachsprache
Die Fachsprache oder Fachterminologie zeichnet sich durch ihre unmissverständliche, präzise Ausdrucksweise aus. Sie bewegt sich auf einem gehobenen Sprachlevel und ist weitestgehend nur Sachkundigen zugänglich. Dies zeigt sich besonders deutlich, wenn etwa – wie in der Fliegerkommunikation – zeitsparende Abkürzungen und Codes benutzt werden wie QNH für die Höhenbestimmung, VFR für den Sichtflugbetrieb oder UL für einen Ultraleichtflugzeugtyp. Die fachsprachlichen Begriffe des Fußballspiels wie "flanken", "passen" oder "Fallrückzieher" sind aufgrund der Popularität des Sportspiels weitgehend zum allgemeinen Verständnis gelangt.

### Hochsprache
Die Bezeichnung „Sport“ hat nicht nur fachsprachliches, sondern längst auch das hochsprachliche Niveau erreicht.  Die Standardsprache spricht von Denksport, Gedächtnissport, von „sportlicher Kleidung“ oder von einem „sportlichen Auto“, von „sportlichem Verhalten“ oder von „sportlicher Atmosphäre“. Sie will damit je nach Kontext die im Sportbereich üblichen ungezwungenen oder besonders fairen Umgangsformen kennzeichnen. Auch Ausdrücke wie „Kontern“ oder „Kneifen“ sind zum sprachlichen Allgemeingut geworden.

## Sportdisziplinen
Neben zahlreichen sportartübergreifend verwendeten Sportbegriffen wie „Fairness“ (= ethisch-moralisch hochwertiger menschlicher Umgang) oder „Hattrick“ (= das Erzielen von drei Erfolgen hintereinander) bildet jeder Sportbereich auch ein umfangreiches eigenes Vokabular heraus, mit dem die Verständigung praktiziert wird:
Die Eiskunstläufer sprechen von Pirouetten und nennen ihre Sprünge „Rittberger“, „Toeloop“, „Axel“ oder „Salchow“.
Die Flugsportler verwenden Fachwörter wie „Sackflug“, „Chandelle“, „Trudeln“, „Rollen“, „Slippen“ oder „Looping“.
Die Gerätturner verständigen sich mit Ausdrücken wie „Flickflack“, „ Kippe“, „Kreishocke“, „Schwungstemme“ oder „Gienger-Salto“.
 „Flickflack“ beim Bodenturnen
Die Leichtathleten befassen sich mit „Intervalltraining“, benutzen „Spikes“ und „sprinten“ auf „Tartanbahnen“.
Die Wasserspringer kennen den „Auerbachsalto“, den  „Schraubensalto“ und den „Delphinsprung“.

## Sprachmerkmale
Die Sportsprache kennzeichnet sich allgemein als eine bildhafte Sprache von hoher Anschaulichkeit und Ausdruckskraft. Das emotional aufgeladene, oft drastische Vokabular der Fangemeinde und die häufig im Superlativstil gehaltene Diktion des Live-Journalismus verfeinern sich auf dem fachsprachlichen Niveau, ohne an Ausdrucksintensität zu verlieren.
„Vergaloppieren“ sich begeisterte Reporter in der Berichterstattung über ein spannungsgeladenes Sportgeschehen und Spieler bisweilen mit Pleonasmen und „Bildersalat“ in der Ausdrucksweise,   so findet die Wissenschaftssprache zu einer ausgereiften Terminologie, die auch fundierte, ausdifferenzierte Analysen zulässt.  Die allgemeine Akzeptanz zeigt sich vor allem auch in der Metaphorik und Übernahme zahlreicher Redewendungen der Sportsprache in die Standardsprache.

### Metaphorik
Die sportsprachliche Herkunft ist häufig schon nicht mehr bewusst, wenn  Redewendungen wie „Abheben“, „Ein Überflieger sein“, „Einen Abflug machen“, „Fest im Sattel sitzen“, „Auf Zeit spielen“, „Ins Abseits geraten“ oder „Sich eine Blöße geben“, „Hochtrabend reden“, „Jemanden übertreffen“ verwendet werden bzw. ein Fachbegriff wie  „Agonales Prinzip“  auch in den Wortschatz des Wirtschaftslebens Eingang gefunden hat.

### Kriegsvokabular
Sportjournalismus benutzt „im Eifer des Gefechts“ eines spannungsgeladenen Sportspiels bevorzugt Kriegsvokabular. Ein Beitrag in DIE WELT von Hendrik Werner vom 30. November 2009 versucht sogar übertreibend, die Sportsprache mit Kriegssprache gleichzusetzen.  Anleihen aus  dem Kriegsvokabular mit sprachlichen Übertreibungen  wie „Abwehrschlacht des VfL“, „Massaker von Madrid“ oder „Bomber der Nation“ scheinen diese Einschätzung zu bestätigen. Vor und in manchen Stadien werden „Ersatzkriege“ geführt, werden manche Reportagen im Stil einer „klassischen Feldschlacht“ abgewickelt:  Die Fußballfans werden zu „Schlachtenbummlern“, die Mannschaft zur „Truppe“, die einer „taktischen Marschroute“ folgt, um die  „gegnerische Verteidigungsfront aufzurollen oder zu überrennen“, man „schießt“, „bombt“, „feuert Granaten ab“.
So sehr ein solches Vokabular augenscheinlich vor allem die Sprachgebung in den Kampfspielen durchsetzt, so verbleibt es doch auf der untersten Ebene der Fan- und Journalistensprache. Umso mehr erscheint es Germanisten und Sportpädagogen wie Siegbert Warwitz und Walter Haubrich notwendig, die verschiedenen Sprachebenen kritisch bewerten und unterscheiden zu lehren.

## Bedeutung und Lernvermittlung
Wer in einer bestimmten Sportlerszene Fuß fassen und mitsprechen will, muss sich das zugehörige Vokabular aneignen. Die Verwendung der Sportsprache unterscheidet Insider und Outsider. Dies gilt sowohl für den Bereich des einfachen Straßensports als auch für den professionellen Sportbereich und den Wissenschaftsbetrieb. Der Weg führt meist über ein allmähliches Hineinwachsen im sportlichen Umgang miteinander. Zur Aneignung der anspruchsvollen Nomenklatur im Wissenschaftsbereich bietet ein Terminologieseminar  oder die Befassung mit einem Fachlexikon einen zuverlässigen Zugang. Der Germanist Siegbert A. Warwitz liefert Beispiele und Strukturanalysen für die didaktische  Erschließung von Sportmetaphern,  der Journalist Walter Haubrich Sprachmaterial für die unterrichtliche Aufarbeitung.

## Einzelbelege
1. ↑  Bintz: Die Gymnastik der Hellenen. Gütersloh 1877.
2. ↑  Friedrich Ludwig Jahn: Deutsches Volksthum. Verlag Niemann, Lübeck 1810.
3. ↑  Erwin Mehl: Jahn als Spracherzieher. Zum 200. Geburtstag des Turnvaters. Verein Muttersprache, Klosterneuburg-Weidling 1978.
4. ↑  K. Arnold, J. Leirich: Gerätturnen – Terminologie. Lochner-Verlag, 2005.
5. ↑  Peter Röthig, Robert Prohl (Hrsg.): Sportwissenschaftliches Lexikon, 7. Auflage, Verlag Hofmann, Schorndorf 2003
6. ↑  Broder Carstensen, Ulrich Busse: Anglizismen-Wörterbuch: der Einfluss des Englischen auf den deutschen Wortschatz nach 1945. Verlag Walter de Gruyter, Berlin und New York 2001.
7. ↑  Patrick Rutishauser: Sportsprache im Wandel der Zeit – Entwicklungstendenzen am Beispiel der Zeitschrift „Basketball“, Diplomica Verlag, Hamburg 2014.
8. ↑   P. Schneider: Die Sprache des Sports. Terminologie und Präsentation in den Massenmedien, Düsseldorf 1974.
9. ↑  Harald Dankert: Sportsprache und Kommunikation, Tübingen 1969.
10. ↑  Dieter Möhn: Fachsprachen und Gruppensprachen. In: Lothar Hoffmann (Hrsg.): Fachsprachen. Ein internationales Handbuch zur Fachsprachenforschung und Terminologiewissenschaft,  De Gruyter, Berlin 1998.
11. 1 2  Siegbert A. Warwitz: Sport im Spiegel der Sprache – eine Metaphernanalyse. Pädagogische Staatsexamensarbeit. Studienseminar Tübingen 1967.
12. 1 2 3  Walter Haubrich: Die Bildsprache des Sports im Deutsch der Gegenwart. Schorndorf 1965.
13. ↑  Werner Boschmann: Lexikon der Ruhrgebietssprache von Aalskuhle bis Zymtzicke. Mit den Höhepunkten der deutschen Literatur – in reinem Ruhrdeutsch. Verlag Henselowsky Boschmann, Essen 1993.
14. ↑  Till-Bastian Fehringer: Die 'eigenen Gesetze' der Sportsprache und Sportberichterstattung –eine Medienanalyse am Beispiel Zeitung, Kindle, Marburg 2007.
15. ↑  Peter Röthig, Robert Prohl (Hrsg.): Sportwissenschaftliches Lexikon, 7. Auflage, Verlag Hofmann Schorndorf 2003.
16. ↑   Siegbert A. Warwitz: Das Metaphernlexikon, In: Ders.: Interdisziplinäre Sporterziehung. Didaktische Perspektiven und Modellbeispiele fachübergreifenden Unterrichts, Verlag Karl Hofmann, Schorndorf 1974, Seiten 69–81.
17. ↑  Warum die Sportsprache eine Kriegssprache ist -- Artikel aus DIE WELT vom 30. November 2009.
18. ↑   Siegbert A. Warwitz, Anita Rudolf: Die Metaphorik des Kriegsspiels, In: Dies.: Vom Sinn des Spielens. Reflexionen und Spielideen, 4. aktualisierte Auflage, Schneider, Baltmannsweiler 2016, Seiten 126–136.
19. ↑  Peter Röthig, Robert Prohl (Hrsg.): Sportwissenschaftliches Lexikon, 7. Auflage, Verlag Hofmann Schorndorf 2003.
20. ↑   K. Arnold, J. Leirich: Gerätturnen – Terminologie. Lochner-Verlag, 2005.
21. ↑  Armin Burkhardt: Wörterbuch der Fußballsprache. Verlag Die Werkstatt, Göttingen 2006.